# Hochschulradio in Norwegen
Das Hochschulradio in Norwegen wird überwiegend via Livestream über das Internet empfangen. Sender mit UKW-Sendefrequenzen teilen sich die Frequenz meist mit anderen Lokalradios (nærradiokanaler) und strahlen nur einen Teil ihres Programms über UKW aus. Einige Hochschulradios produzieren neben Radiosendungen auch Fernsehprogramme und geben Zeitschriften heraus.
Die Voraussetzungen zur Gründung studentischer Lokalradios wurden am 16. Dezember 1981 geschaffen, nachdem das Monopol von NRK auf Radiosendungen in Norwegen aufgehoben wurde.
Seit 2004 wird eine gemeinsame nationale Playlist betrieben, an der sich alle größeren Studentensender beteiligen. Da sie kommerziell unabhängig sind, können die Radiostationen auch Lieder von unbekannteren Künstlern spielen. Organisiert wird die Playlist von der Dachorganisation der akademischen Hörfunksender in Norwegen, dem „Norwegischen Akademischen Radiorat“ (Norsk akademisk radioråd) mit Sitz in Trondheim.

## Radiosender
| Name                              | Stadt        | Sitz, Hochschule                                                                                     | Jahr                                                                                               | Programm                                                              | Empfang                                                       |
| --------------------------------- | ------------ | --- | -------------------------------------------------------------------------------------------------- | --------------------------------------------------------------------- | ------------------------------------------------------------- |
| Gjøvik Studentradio               | Gjøvik       | Hochschule Gjøvik                                                                                    | | wenige Stunden                                                        | via Livestream                                                |
| Hurradio (Studentradioen Tromsø)  | Tromsø       | Universität Tromsø                                                                                   | 2009 Beginn                                                                                        | Probesendungen an zwei Std. in der Woche                              | Podcast                                                       |
| Narvik Studentradio               | Narvik       | Narvik Studentersamfunn, Hochschule Narvik                                                           | 1980er Beginn als Piratensender Radio Stroganoff                                                   | momentan 4 Programme, Donnerstag und Samstag                          | via Livestream                                                |
| RadioBiT                          | Bø           | Kroa i Bø, Hochschule Telemark                                                                       | 2004 Beginn                                                                                        |                                                                       | via Livestream                                                |
| Radio Nova                        | Oslo         | Universität Oslo                                                                                     | 1982 Sendebeginn                                                                                   | 69 Std./Woche                                                         | UKW 99,3 MHz via Livestream                                   |
| Radio Revolt                      | Trondheim    | Mediastud A/S, Studentersamfundet und Studentsamskipnaden Techn.-Naturwiss. Universität Norw. (NTNU) | 1984 Konzession und Sendebeginn für Studentradioen i Trondheim 2009 Namensänderung in Radio Revolt | 24 Std./Tag im Netz (auch TV und Zeitschrift)                         | UKW 100,0 MHz UKW 106,2 MHz Kabel UKW 98,6 MHz via Livestream |
| Radio Samhald                     | Halden       | Hochschule Østfold, Standort Halden                                                                  | | z. Zt. außer Betrieb                                                  | via Livestream                                                |
| SmiS (Studentmediene i Stavanger) | Stavanger    | Universität Stavanger                                                                                | | 24 Std./Tag im Netz 1 Std./werktags auf UKW (auch TV und Zeitschrift) | UKW 107,2 MHz via Livestream                                  |
| Studentradioen i Bergen           | Bergen       | Universität Bergen                                                                                   | 1982 Beginn                                                                                        | 114 Std./Woche                                                        | via Livestream                                                |
| Studentradioen i Kristiansand     | Kristiansand | Studentorganisasjonen i Agder, Universität Agder                                                     | 1989 Sendebeginn                                                                                   | 12 Std./Woche                                                         | UKW 101,2 MHz via Livestream                                  |
| Ventus Studentradio               | Bodø         | Studentmediehuset i Bodø, Hochschule Bodø                                                            | | (auch TV und Zeitschrift)                                             | via Livestream                                                |
| Volda Studentradio                | Volda        | Hochschule Volda                                                                                     | | 2,5 Std./werktags                                                     | via Livestream                                                |